# Lepidoblepharis grandis
Lepidoblepharis grandis är en ödleart som beskrevs av  Tomoyuki Miyata 1985. Lepidoblepharis grandis ingår i släktet Lepidoblepharis och familjen geckoödlor. Inga underarter finns listade i Catalogue of Life.